# Szinonímia
A szemantikában a szinonímia (magyar megfelelője rokonértelműség) a nyelvi entitások között lehetséges jelentési viszonyok egyike. Legáltalánosabb meghatározása szerint két vagy több nyelvi entitás között meglévő jelentésbeli hasonlóság. Ilyen entitások lehetnek fogalmi jelentésű szavak, viszonyszók, állandósult szókapcsolatok, toldalékok, szószerkezetek, egyszerű mondatok vagy tagmondatok.
Nem egységesek a nézetek a fenti meghatározás által lefedett esetek megítélését illetően. Egyes nyelvészek csak olyan entitásokat tekintenének szinonimoknak, amelyek jelentése minden szempontból azonos lenne, de úgy látják, hogy ilyenek nincsenek, tehát hogy nem létezik szinonímia. Laurence Urdang  szinonimaszótár főszerkesztője, és ennek ellenére megállapítja, hogy „azok, akik a nyelvvel foglalkoznak tudják, hogy nincs olyan, hogy igazi »szinonima«”. Mások azt vallják, hogy nincs teljes szinonímia, hanem csak részleges. Megint mások szerint részlegesen kívül van teljes szinonímia is, mégis látnak különbségeket teljes szinonimák között is. Egyes ilyen szerzők értelmezésében csak azok teljes szinonimák, amelyek között csupán gyakorisági különbség van, mások többféle különbség létét fogadják el közöttük.

## Szinonímiatípusok

### Nyelvi entitások szerint

#### Lexikai szinonímia
Szinonímiáról elsősorban a szókészlet terén van szó. Egyes szerzők csak lexikai szinonímiát említenek meg.
Szinonima lehet két szó, például egres – köszméte. Egyes nyelvekben szinonimák lehetnek egy szó és egy állandósult szókapcsolat is, pl. (franciául) vainement – en vain ’hiába’. A legfőbb feltétele annak, hogy két lexikai entitás szinonima legyen az, hogy ugyanahhoz a szófajhoz tartozzanak. Szókapcsolatok esetében ehhez az szükséges, hogy ne legyenek szintaktikailaglag (mondattanilag) elemezhetők.
A szinonimáknak többféle forrásuk lehet. Egyesek úgy jelentek meg, hogy ugyanazt a nyelvet használó emberek ugyanazt különböző szempontokból nevezték meg, pl. díjtalan – ingyenes. Egyéb szinonimák más-más nyelvváltozatból kerültek a köznyelvbe, pl. különböző nyelvjárásokból a felhő és a felleg szavak.
A szinonimák egyik forrása a tudatos szóalkotás a nyelvben már létező elemekből. Ezzel olyan szinonimák jönnek létre, amelyekkel jövevényszókat lehet helyettesíteni. Egyes nyelvekben, mint a magyar, ez fontos szinonimaforrás. Példák:
- (magyarul) kurzus (a latin nyelvből) – tanfolyam (magyar szavak összetétele);[11]
- (angolul) preface (a francia nyelvből) – foreword (angol elemek összetétele) ’előszó’;[15]
- (franciául) e-mail (az angol nyelvből) – courriel (francia szavak összerántása);[16]
- (románul) prefață (a franciából vagy a latinból) – cuvânt înainte (román szókapcsolat) ’előszó’;[17]
- (oroszul) лингвистика (lingvisztika) – языкознание (jazikoznanyie) (orosz szavak összetétele) ’nyelvészet’.[18]

Egy másik szinonimaforrás a szókölcsönzés:
- (magyarul) beszéd – duma (a cigány nyelvből, szlengszó);[19]
- (angolul) begin – commence (az ófranciából) ’kezd’;[20]
- (franciául) mal d'estomac – gastralgie (görög szavak összetétele, orvosi szakszó) ’gyomorfájás’;[21]
- (románul) guraliv – locvace (a franciából vagy a latinból, választékos regiszteri) ’fecsegő’;[22]
- (oroszul) черта (cserta) – линия (linyija) (a latinból) ’vonal’.[23]

#### Morfológiai szinonímia
Morfológiai (alaktani) szinonímiáról egyrészt a szóalkotásban van szó.
Szinonima képzők példái az alábbiak:
- (magyarul) a -dal/-del/-döl – -dos/-des/-dös gyakorító képzők, pl. rugdal – rugdos;[11]
- (románul) az -uț – -icel kicsinyítő képzők, pl. cald ’meleg’ → călduț – căldicel ’langyos’;[22]
- (oroszul) a не- (ne-) – без- (bez-) tagadó prefixumok (előképzők), pl. неграмотный (nyegramotnij) – безграмотный (bezgramotnij) ’analfabéta’.[18]

A szóösszetételben résztvevő önállóan nem használható, de lexikai jelentéssel rendelkező elemek esetében is van szinonímia. Például a francia nyelvben ilyen elemek általában görög és latin eredetű jövevények, és tudományok szaknyelvében találhatók. Gyakrabban különböző utótagokkal, de egyesek ugyanazzal is megvannak:
- bi- (latin) – di- (görög): biatomique – diatomique ’kétatomos’;[24]
- micro- (görög) – mini- (latin): microordinateur – miniordinateur ’mikroszámítógép’.[25]

Léteznek szinonima jelek és ragok is. A magyarban az -a/-e, -á/-é jeles elbeszélő múlt idő grammatikai jelentését fokozatosan a -t jeles múlt vette át, tehát e folyamat időszakában a két alak jelei szinonimák voltak. Szinonim személyragok például -on – ék a dolgozzon – dolgozzék szóban.
Az oroszban előfordulnak szinonima esetragok is, mint a birtokos esetéi, pl. a стакан чая (sztakan csaja)– стакан чаю (sztakan csaju) ’egy pohár tea’ szószerkezetben.
Kötött grammatikai morfémák (szintetikus alak képzésében) és szabad morfémák (analitikus alak képzésében) is állhatnak szinonim viszonyban, pl. esetrag – névutó: Péternek – Péter számára – Péter részére.
Vannak nyelvek, mint az angol vagy az orosz, amelyekben a fokozás történik úgy szintetikus módszerrel, mint analitikussal. Egyes szavak esetében mindkettő alkalmazható:
- (angolul) surer – more sure ’biztosabb’, the clearest – the most clear ’a legvilágosabb’;[27]
- (oroszul) интереснее (intyeresznyeje) – более интересный (boleje intyeresznij) ’érdekesebb’,[28] умнейший (umnyejsij) – самый умный (szamij umnij) ’a legokosabb’.[18]

#### Szintaktikai szinonímia
Egyes szerzők szintaktikai (mondattani) szerkezetekre is kiterjesztik a szinonímia fogalmát. Ilyenek a magyarban például a személytelen ige + főnévi igenév – személytelen ige + felszólító módú ige szerkezetek: kell mennem – kell menjek.
Szintaktikai szinonímia példái egyéb nyelvekben az alábbiak:
- (angolul) cselekvő igés mondat – szenvedő igés mondat: The secretary typed the report ’A titkár(nő) legépelte a jelentést’ – The report was typed by the secretary szó szerint ’A jelentés a titkár(nő) által lett legépelve’;[31]
- (franciául) cselekvő igés  mondat – szenvedő igés mondat: Le vent a cassé la branche ’A szél letörte az ágat’ – La branche a été cassée par le vent szó szerint ’Az ág a szél által lett letörve’;[32]
- (románul) kötőmódú igés tárgyi mellékmondat – főnévi igenévvel kifejezett tárgy: Pot să scriu – Pot scrie ’Tudok írni’;[33]
- (oroszul) kijelentő módú állítmányos tagmondat – határozói igenévvel kifejezett határozó: Он вошёл в комнату и поздоровался со всеми (On vosol v komnatu i pozdorovalszja szo vszemi) ’Belépett a szobába, és mindenkit külön köszöntött’ – Войдя в комнату, он поздоровался со всеми (Vojgyja v komnatu, on pozdorovalszja szo vszemi) ’Belépve a szobába mindenkit külön köszöntött’.[18]

### A jelentésbeli hasonlóság foka szerint
Murphy 2006 a formális logika megfogalmazását alkalmazva logikai vagy kognitív szinonímiának nevezi azt a viszonyt, amelyben két mondat pontosan ugyanazokat a igazságfeltételeket teljesíti, azaz ha minden helyzetben az egyik mondat igaz, akkor a másiknak is igaznak kell lennie, és ha az egyik hamis, akkor a másik is hamis. Ilyen szinonimák például az angol Tor bought a book from Ulla ’Tor vett egy könyvet Ullától’– Ulla sold Tor a book ’Ulla eladott egy könyvet Tornak’ mondatok. A lexikai szinonímia esetében a logikai szinonímia olyan szavakra vonatkozik, amelyek úgy cserélhetők fel két kijelentő mondatban, hogy azok igazságfeltételei nem változnak, pl. Ez az eb harapott meg – Ez a kutya harapott meg. A strukturális szemantikában csak ilyesféle viszonyt tekintenek szinonímiának.
A logikai szinonímiát az jellemzi, hogy a szinonim szavak, egyéb nyelvi entitások logikailag ekvivalensek, ugyanarra a denotátumra, tényállásra vonatkoznak, például az eb és a kutya szavak ugyanazt az állatot nevezik meg. Azonban legtöbbször a logikai szinonímia a denotációra korlátozott, tehát nem mindig teljes. Teljes szinonímia az a viszony, amelyben az adott entitásokat ugyanazok a nemcsak denotatív, hanem konnotatív vonások is jellemzik, és a szinonimák egymással felcserélhetők akármelyik kontextusban úgy, hogy vonásaik egyikét sem veszítik el. Ilyen szinonímia létét egyes szerzők valószínűtlennek tartják, mások nagyon ritkának, legalábbis a szókészlet terén. Ilyen szinonimák szaknyelvekben találhatók. Murphy 2006 az angol gorse – furze ’sünzanót’ szavakat hozza fel példaként. Szerinte valójában a nyelv kerüli a teljes szinonímiát, mivel nem hatékony az, hogy létezzenek minden tekintetben ekvivalens nyelvi entitások. Ellenkezőleg, a nyelvhasználónak szüksége van részleges szinonímiára, hogy ki tudja választani azt az entitást, amelyet megfelelőnek tart abban a szituációs kontextusban, amelyben használja a nyelvet.
A teljes szinonímia ritkasága miatt szinonímia alatt csaknem mindig részleges szinonímiát értenek. Ezt tükrözi a „szinonímia” szakszó magyar megfelelője, a „rokonértelműség” is.

### Szinonimák közötti különbségek
Szinonimák között különféle természetű különbségek lehetnek, amelyek különböző fokú jelentésbeli hasonlóságot tulajdonítanak nekik.
Poliszém (többjelentésű) szónak nem mindegyik jelentésében ugyanaz(ok) a szinonimája/i. Például az erős melléknév szinonimája a harsány, de csak ha hangerőre vonatkozik. Viszont ha jelentése például ’nyelvet, ínyt maró hatásával ingerlő’, akkor szinonimája csípős.
Bár denotátumuk ugyanaz, egyes szavak csak bizonyos kontextusokban lehetnek szinonimák, azaz nem cserélhetők fel akármilyen kontextusban, mivel más-más jelentésárnyalataik vannak, és ezért különböző stílusértékűek. Például a sétál és a bandukol igék szinonimák a ’lassan jár’ jelentéssel, de sétál többlet jelentése ’kényelmesen járkál’, és közömbös stílusértékű, bandukol-é pedig ’szomorúan megy’. Ezért egy olyan mondatban, mint Gyere, —unk egyet, csak a sétál használható.
Egyéb szinonimák abban különböznek, hogy nem ugyanahhoz a nyelvváltozathoz tartoznak. Ilyenek például:
- nagyapa (sztenderd nyelvváltozat) – atyuska (nyelvjárási);[38]
- felmond (szokásos regiszter) – kidob (bizalmas regiszter).[11]

Egyes különbségek fokozatbeliek, mint az öregember és az aggastyán szavak között, ugyanis az utóbbi jelentése ’nagyon öreg’.
Egyes nyelvészek szerint vannak olyan szinonimák is, amelyek abban különböznek egymástól, hogy az egyik hiponimája a másiknak, tehát az utóbbi hiperonimája az előbbinek. Szépe 2018 ezt a viszonyt pragmatikai szinonímiának nevezi, amelyet a konkrét szituációs kontextus határoz meg. Például a csalogány szó hiponimája a madár szónak, azaz az utóbbi fölérendelt fogalmat jelöl az előbbihez viszonyítva. Egy olyan mondatban, mint Szépen énekel ez a —, a kettő felcserélhető.
Szinonimák között gyakran vannak konnotációbeli különbségek is. Például a bandukol ige az alanya szomorúságát is kifejezi, a kidob pedig pragmatikailag értékmegvonó. Ilyen vonásoknak stilisztikai jellege van. Nagy mértékben járulnak hozzá általában a beszéd, különösen a irodalmi művek kifejezőerejéhez.
Még az egészen szűken értelmezett teljes szinonimák között is van legalább gyakorisági különbség. Például a fentebb említett gorse és furze közül az első a gyakoribb.